# NCIS (3.ª temporada)
A terceira temporada de NCIS começou em 20 de setembro de 2005 e terminou em 16 de Maio de 2006.

## Elenco
| Participante | Participante | Participante | Participante | Participante | Participante        |
| ------------ | ------------ | ------------ | ------------ | ------------ | ------------------- |
|              | Principal    |              | Recorrente   |              | Convidado/Flashback |

| Personagem               | Ator/atriz         | Cargo                                                        | Participante |
| ------------------------ | ------------------ | ------------------------------------------------------------ | ------------ |
| Leroy Jethro Gibbs       | Mark Harmon        | Agente especial Supervisor do NCIS                           |              |
| Tony DiNozzo             | Michael Weatherly  | Agente Especial Senior do NCIS                               |              |
| Ziva David               | Cote de Pablo      | Agente de Ligação MOSSAD-NCIS                                | Ep.1-2       |
| Ziva David               | Cote de Pablo      | Agente de Ligação MOSSAD-NCIS                                | Ep.4-24      |
| Abby Sciuto              | Pauley Perrette    | Especialista Forense do NCIS                                 |              |
| Timothy McGee            | Sean Murray        | Agente Especial do NCIS                                      |              |
| Jenny Shepard            | Lauren Holly       | Diretora do NCIS                                             | Ep.1-7       |
| Jenny Shepard            | Lauren Holly       | Diretora do NCIS                                             | Ep.8-24      |
| Donald "Ducky" Mallard   | David McCallum     | Chefe dos Legistas do NCIS                                   |              |
| Jimmy Palmer             | Brian Dietzen      | Legista assistente do NCIS                                   |              |
| Charles "Chip" Sterling. | Michael Bellisario | Assistente forense do NCIS                                   |              |
| Tobias Fornell           | Joe Spano          | Agente Especial do FBI                                       |              |
| Thomas Morrow            | Alan Dale          | Diretor do NCIS (Até o episodio 8)                           |              |
| Caitlin Todd             | Sasha Alexander    | Agente Especial do NCIS                                      | Ep. 1-2      |
| Gerald Jackson           | Pancho Demmings    | Legista Assistente                                           |              |
| Ari Haswari.             | Rudolf Martin      | Agente do Mossad (Meio-Irmão de Ziva)                        |              |
| Paula Cassidy            | Jessica Steenuse   | Agente do NCIS                                               |              |
| Cynthia                  | Stephanie Mello    | Secretária Diretora Sheppard                                 |              |
| Cassie Yates             | Tamara Taylor      | Agente especial do NCIS                                      | Ep.22        |
| Mike Franks              | Muse Watson        | Ex Agente (Chefe Gibbs durante a transição do NIS para NCIS) | Ep.23        |

## Episódios
A terceira temporada de NCIS iniciou-se ainda sob o impacto da morte da Agente Caitlin "Kate" Todd, e teve a inclusão de duas novas personagens, a nova Diretora Jenny Shepard e a Agente de Ligação do Mossad Ziva David, que assume a vaga de Kate na equipe por determinação da nova Diretora, contra a vontade de Gibbs. No entanto, após o desagrado inicial ele passa a aceitar a nova Agente.
Nesta temporada detalhes do passado de Gibbs começam a ser revelados, entre estes o fato de ele já ter tido uma família (esposa e filha), e também é apresentado seu antigo mentor, o Agente aposentado Mike Franks. Ao final da temporada, Gibbs surpreendentemente demite-se do NCIS e designa DiNozzo como novo chefe da equipe.
| Sequência | Episódios | Título                     | Direção             | Escrito por                       | Data de exibição        | Audiência EUA (em milhões) |
| --- | --------- | -------------------------- | ------------------- | --------------------------------- | ----------------------- | -------------------------- |
| 47 | 1         | "A Caça de Ari (Parte 1)"  | Dennis Smith        | Donald Bellisario                 | 20 de setembro de 2005  | 15.48                      |
| Depois do ataque terrorista, a equipe da NCIS fica chocada e tenta lidar com a repentina morte de Kate, cada um a seu modo. Agora a missão é coletar todas as provas possíveis sobre Ari e descobrir um modo de impedi-lo antes que ele cause mais perdas. Ziva David não acredita que Ari seja o atirador que matou Kate. Enquanto se sente culpado pela morte de Kate, Gibbs é informado que o diretor da NCIS está saindo do cargo, e a substituta é Jenny Shepard, uma mulher que trabalhou com Gibbs no passado e que tiveram um caso. Recurring characters: Pancho Demmings como Gerald Jackson e Rudolf Martin como Ari Haswari. Primeira aparição de: Jenny Shepard e Ziva David. |           |                            |                     |                                   |                         |                            |
| 48 | 2         | "A Caça de Ari (Parte 2)"  | James Whitmore, Jr. | Donald Bellisario                 | 27 de setembro de 2005  | 15.09                      |
| Ainda abalado com a morte de Kate, Gibbs fica ainda pior quando Ari sequestra Ducky e decide brincar com a mente dele. Gibbs manda Tony acompanhar Ziva, e depois que Jenny e Gibbs quase são assassinados, ele fica ainda mais determinado a acabar de uma vez por todas com Ari, e é revelado a estranha conexão de Ziva com Ari será a ajuda que ele precisa. Personagens recorrentes: Joe Spano como Agente do FBI Fornell, Pancho Demmings como Gerald Jackson e Rudolf Martin como Ari Haswari. |           |                            |                     |                                   |                         |                            |
| 49 | 3         | "Jogos Mentais"            | William Webb        | Jeffrey Kirkpatrick e John Kelley | 4 de outubro de 2005    | 16.87                      |
| Gibbs precisa falar com um condenado que está prestes a ser executado para descobrir informações sobre o lugar onde ele escondeu as vítimas, mas quando o plano não funciona, a equipe precisa resolver o caso do jeito deles. Personagem recorrente: Jessica Steen como Paula Cassidy. |           |                            |                     |                                   |                         |                            |
| 50 | 4         | "Espicios da Guerra Civil" | Terrence O'Hara     | John Kelley e Joshua Lurie        | 11 de outubro de 2005   | 16.78                      |
| Quando o corpo de um homem é encontrado dentro de uma tumba que veio da Guerra Civil, a equipe descobre que a vítima, um sargento, foi queimado vivo. Durante a investigação, Abby rastreia a última ligação da vítima. Enquanto isso, Gibbs é informado por seu novo chefe Jenny Sheppard de que a agente Ziva David agora é integrante fixa da equipe como Oficial de ligação do Mossad. |           |                            |                     |                                   |                         |                            |
| 51 | 5         | "Mudança de Rumo"          | Thomas J. Wright    | Gil Grant                         | 18 de outubro de 2005   | 17.69                      |
| Quando um suboficial é baleado na estrada, a equipe da NCIS assume a investigação. Ao descobrirem que a vítima estava levando uma vida dupla, os investigadores chegam à uma possível solução do crime. No entanto, uma mensagem da vítima é encontrada e os leva para um caminho totalmente diferente. |           |                            |                     |                                   |                         |                            |
| 52 | 6         | "Nas Mãos Voyeur"          | Dennis Smith        | David North                       | 25 de outubro de 2005   | 18.01                      |
| A equipe NCIS trabalha em um caso bastante incomum. A investigação revela que duas esposas exploram um site de sexo ao vivo e agora as duas estão desaparecidas. Enquanto procuram por elas, a equipe vai tentar localizar o webmaster para resolver o caso. |           |                            |                     |                                   |                         |                            |
| 53 | 7         | "Código de Honra"          | Colin Bucksey       | Christopher Silber                | 1 de novembro de 2005   | 18.08                      |
| Quando um garoto de 6 anos de idade avisa aos NCIS que seu pai foi sequestrado, acabam descobrindo que o pai desaparecido é um Tenente trabalhando em um projeto secreto chamado "Honra" e que ele é o único que possui o código para abertura do projeto. |           |                            |                     |                                   |                         |                            |
| 54 | 8         | "Sob Disfarce"             | Aaron Lipstadt      | Lee David Zlotoff                 | 8 de novembro de 2005   | 17.79                      |
| Quando os corpos de dois assassinos de aluguel são entregues a equipe NCIS, Ziva e Tony agem disfarçados assumindo a identidade dos mortos na tentativa de descobrir quem contratou os assassinos. Personagem recorrente: Joe Spano como Agente do FBI Fornell. |           |                            |                     |                                   |                         |                            |
| 55 | 9         | "Inocente Acusado"         | Thomas J. Wright    | Laurence Walsh                    | 22 de novembro de 2005  | 16.43                      |
| Tony é acusado de matar uma mulher cujo corpo foi encontrado no Quântico, e a equipe precisa provar sua inocência, mas todas as evidências apontam que Tony é realmente culpado. Personagem recorrente: Joe Spano como Agente do FBI Fornell. |           |                            |                     |                                   |                         |                            |
| 56 | 10        | "Probie"                   | Terrence O'Hara     | Frank Cardea e George Schenck     | 29 de novembro de 2005  | 18.17                      |
| Em serviço, McGee mata um homem que mais tarde ele descobre ser um policial disfarçado. Quando Jenny decide aprovar a investição a McGee, os NCIS são forçados a provar que McGee não é culpado. Enquanto isso, Tony esta encrencado por conta de seu passado. |           |                            |                     |                                   |                         |                            |
| 57 | 11        | "Modelo de Comportamento"  | Stephen Cragg       | David North                       | 13 de dezembro de 2005  | 17.11                      |
| Durante a filmagem de um reality show em uma base da Marinha, uma modelo morre e os NCIS precisam descobrir quem é o assassino. Eles descobrem um quadrilátero amoroso entre a modelo e três homens, todos suspeitos. |           |                            |                     |                                   |                         |                            |
| 58 | 12        | "Encaixotados"             | Dennis Smith        | Dana Coen                         | 10 de janeiro de 2006   | 17.19                      |
| Durante uma investigação em um estaleiro, procurando por armas contrabandeadas, Tony e Ziva desaparecem e fica a cargo do NCIS encontra-los. Abby tenta localiza-los utilizando os chips GPS deles, mas ao que parece estão fora do alcance. |           |                            |                     |                                   |                         |                            |
| 59 | 13        | "Mentira"                  | Leslie Libman       | Jack Bernstein                    | 17 de janeiro de 2006   | 17.74                      |
| Quando um comandante encarregado de um carregamento de combustível para um usina nuclear desaparece, os NCIS são chamados. A equipe precisa resolver o caso em pleno domingo, antes que o sequestrador descubra a localização secreta de usina nuclear. |           |                            |                     |                                   |                         |                            |
| 60 | 14        | "Sono Leve"                | Colin Bucksey       | Christopher Silber                | 24 de janeiro de 2006   | 16.97                      |
| Quando as esposas de dois fuzileiros navais são assassinadas, Gibbs e a equipe são chamados para investigar esse caso. A equipe trabalha unida para encontrar o assassino e proteger outra mulher e seu bebê recém-nascido, que eles temem serem os próximos alvos. |           |                            |                     |                                   |                         |                            |
| 61 | 15        | "De Cabeça Para Baixo"     | Dennis Smith        | Frank Cardea e George Schenck     | 7 de fevereiro de 2006  | 16.05                      |
| Enquanto investiga um desmonte de carros, a equipe NCIS esbarra com a cabeça de um Marine, escondida em um dos carros do desmonte. Quando encontram os possíveis suspeitos, a equipe vai precisar encontrar o resto do corpo para descobrir quem foi o assassino. |           |                            |                     |                                   |                         |                            |
| 62 | 16        | "O Segredo de Família"     | James Whitmore, Jr. | Steven Binder                     | 28 de fevereiro de 2006 | 15.14                      |
| A equipe investiga a misteriosa explosão de uma ambulância que supostamente estava transportando o corpo de um fuzileiro naval que morreu num acidente de carro. Enquanto a equipe trabalha para confirmar a identidade do corpo do fuzileiro naval, eles descobrem que a ambulância foi sabotada para explodir e que o DNA da vítima não combina com o falecido fuzileiro naval. Gibbs descobre que a família do soldado desaparecido está escondendo um segredo. |           |                            |                     |                                   |                         |                            |
| 63 | 17        | "Feroz"                    | Thomas J. Wright    | Richard Arthur                    | 7 de março de 2006      | 17.21                      |
| Quando a medalha de identificação de um Marine é encontrado em uma parque nacional, os NCIS são chamados para investigar. Enquanto vasculham a área em busca do Marine, a equipe descobre que outra pessoa estava com ele, provavelmente uma mulher. |           |                            |                     |                                   |                         |                            |
| 64 | 18        | "Isca Viva"                | Terrence O'Hara     | Laurence Walsh                    | 14 de março de 2006     | 17.55                      |
| Os NCIS precisam impedir que um adolescente Kody Meyers (Michael Welch) detone uma bomba amarrada ao seu corpo, enquanto ele tem outros estudantes como reféns. Gibbs tenta impedi-lo e é então que ele percebe que alguém está controlando o estudande. |           |                            |                     |                                   |                         |                            |
| 65 | 19        | "Gelado"                   | Dennis Smith        | Dana Coen                         | 4 de abril de 2006      | 15.52                      |
| Gibbs e a equipe são chamados quando crianças encontram inesperadamente o corpo de um Marine desaparecido em um lago congelado. |           |                            |                     |                                   |                         |                            |
| 66 | 20        | "Intocável"                | Leslie Libman       | Frank Cardea e George Schenck     | 18 de abril de 2006     | 15.90                      |
| Gibbs e a equipe são chamados quando uma criptógrafa do Pentágono suspeita de espionagem aparentemente comete suicídio. Com a principal suspeita deles morta, a equipe do NCIS terá que descobrir se ela realmente era a traidora do Pentágono. Agora investigando um potencial assassinato, Gibbs e a equipe seguem as pistas deixadas para trás para encontrar o assassino dela e expor do traidor. |           |                            |                     |                                   |                         |                            |
| 67 | 21        | "Banho de Sangue"          | Dennis Smith        | Steven Binder                     | 25 de abril de 2006     | 15.56                      |
| Gibbs e a equipe ficam em alerta quando Abby se torna o alvo de um perseguidor. Após descobrir que a terrível cena de um crime foi encenada, a equipe descobre que o alvo era Abby quando algumas evidências contaminam o laboratório dela quase matando-a. |           |                            |                     |                                   |                         |                            |
| 68 | 22        | "Em Perigo"                | James Whitmore, Jr. | David North                       | 2 de maio de 2006       | 14.95                      |
| A equipe precisa proteger Ziva quando um suspeito morre em sua custódia. As coisas ficam bem mais complicadas quando o irmão do suspeito sequestra Jenny, e exige a liberdade de seu irmão em troca de Jenny, sem saber que seu irmão está na verdade morto. Personagem recorrente: Tamara Taylor como Agente Especial do NCIS Cassie Yates |           |                            |                     |                                   |                         |                            |
| 69 | 23        | "Por Um Triz (Part 1)"     | Dennis Smith        | Donald Bellisario                 | 9 de maio de 2006       | 15.17                      |
| Enquanto trabalha em uma missão, Gibbs é seriamente ferido em uma explosão e é levado para o hospital, onde ele relembra seu passado doloroso, onde ele sempre estava se escondendo dos outros. O restante do time deve continuar as investigações e esquecer o que aconteceu com Gibbs. Tony assume o comando, o que pode causar alguns problemas. |           |                            |                     |                                   |                         |                            |
| 70 | 24        | "Por Um Triz (Part 2)"     | Dennis Smith        | Donald Bellisario                 | 16 de maio de 2006      | 16.49                      |
| Os NCIS precisam cumprir uma tarefa contra terroristas sem a ajuda de Gibbs, que ainda se recupera da explosão. Gibbs precisa lutar com sua perda de memória e com as lembranças de sua mulher e filha, enquanto recebe a visita de seu mentor e antigo chefe. Personagem recorrente: Muse Watson como Mike Franks. |           |                            |                     |                                   |                         |                            |